# Ярыга
Яры́га (еры́га, яры́жка, яры́жный челове́к) — представитель одной из категорий населения, выполнявших некоторые повинности в России в XVI—XVIII веках — ярыжных людей.
- Судовые ярыжные люди — чернорабочие, грузчики, бурлаки, гребцы на речных и морских судах. Набирались из холопов, беглых и обедневших крестьян и посадских людей.
- Ямские ярыжные люди — погонщики и грузчики на ямских подводах. Набирались из холопов, беглых и обедневших крестьян и посадских людей.
- Земские ярыжные люди (земские ярыги, земские ярыжки) — низшие служители в приказах, прежде всего, низшие служители полиции, использовавшиеся для рассылки и исполнения приказаний. Земские ярыжки набирались по распоряжению властей из волостных жителей, на службу направлялись общиной.

В обиходной речи слово «ярыга» или «ярыжка» имело два дополнительных значения:
1. пьяница, беспутный человек, развратник, голь кабацкая,
2. бойкий, изворотливый.

От слова «ярыга» происходит фамилия Ярыгин (прозвание по профессии отца).